# Neil Ritchie

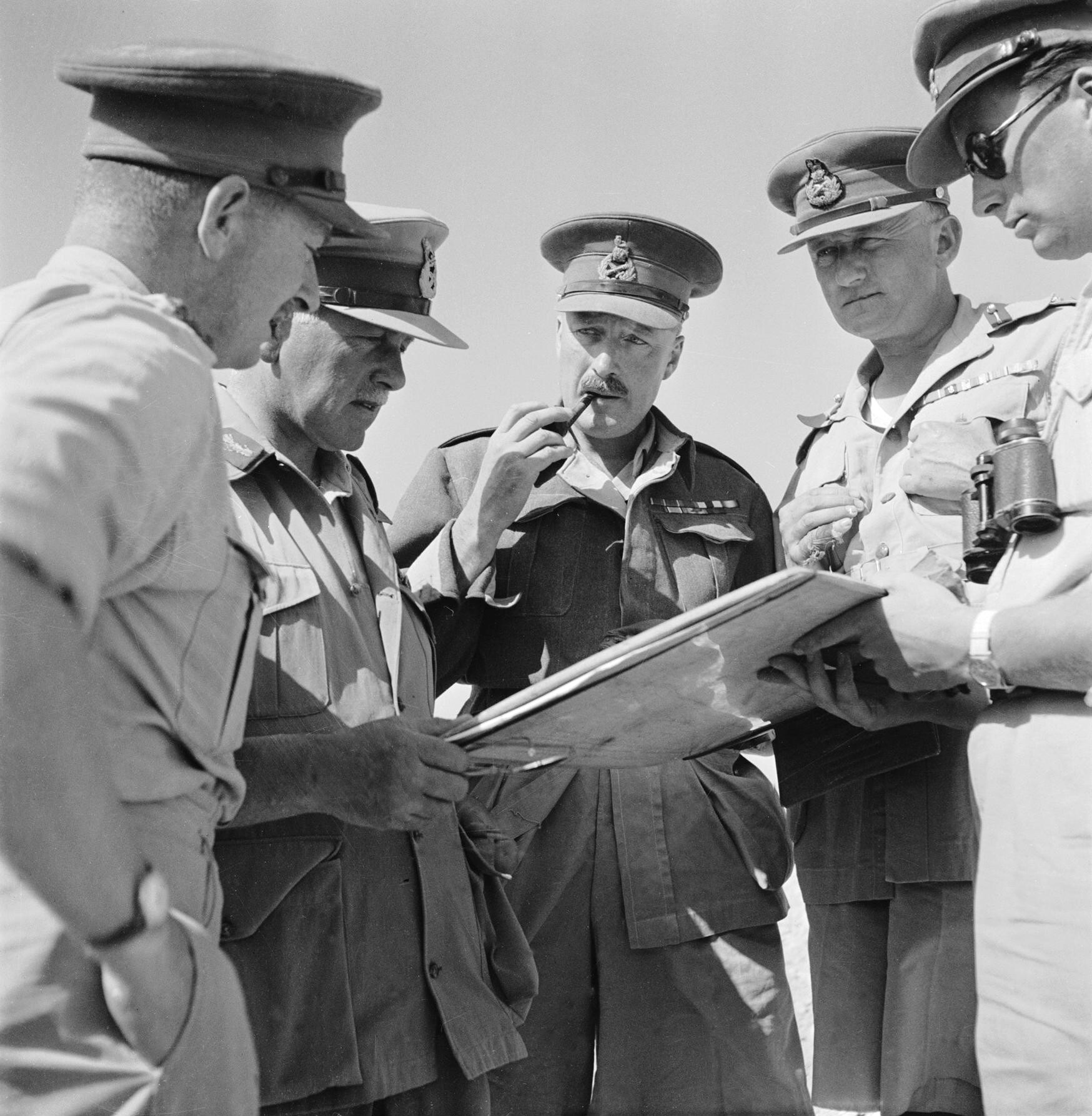
Ritchie in overleg met andere officieren in Noord-Afrika

Neil Ritchie GBE, KCB, DSO, MC (Brits-Guiana, 29 juli 1897 - Toronto (Canada), 11 december 1983) was een Brits generaal tijdens de Tweede Wereldoorlog.

## Levensloop
De militaire carrière van Ritchie begon in 1914, toen hij als officier diende in de Black Watch, een eliteonderdeel van het Britse Leger. In de Eerste Wereldoorlog diende hij in Frankrijk en tijdens de veldtocht in Mesopotamië. Voor zijn verdiensten aldaar kreeg Ritchie in 1918 het Military Cross.
Aan het begin van de Tweede Wereldoorlog was Ritchie bevorderd tot brigade-generaal (Engels: Brigadier general) en was hij betrokken bij de evacuatie van Duinkerke. Dit werd Operatie Dynamo genoemd. Hij was staflid van Archibald Wavell, Alan Brooke en Claude Auchinleck. Hierna kreeg Ritchie tijdelijk het commando over het Britse Achtste Leger en werd hij gepromoveerd tot luitenant-generaal, terwijl intussen een meer ervaren generaal werd gezocht die de taak van Ritchie kon overnemen. Desondanks hield Ritchie meer dan zes maanden het gezag over het Achtste Leger.
Ritchie voerde het bevel tijdens de Slag bij Gazala (nabij Tobroek, Libië) in mei en juni 1942. Onder zijn bevel verloor het Achtste Leger de slag met grote verliezen, waaronder de haven van Tobroek. Tijdens de Eerste Slag bij El Alamein werd hij vervangen door generaal Auchinleck. Na zijn vertrek bij het Achtste Leger werd Ritchie generaal van de 52e (Laagland) Divisie. Later, tijdens D-Day, was hij generaal van het Britse 12e Legerkorps.
Na de oorlog bleef Ritchie tot 1947 in het leger, waar hij opperbevelhebber was voor het Verre Oosten. Na zijn pensionering vertrok hij naar Canada, waar hij een functie bekleedde in het bestuur van een Canadese verzekeraar. Neil Ritchie overleed op 86-jarige leeftijd in Toronto.

## Militaire loopbaan
- Second Lieutenant: 16 december 1914[1]
- Lieutenant: 2 oktober 1915[1]
- Tijdelijk Captain: 
  - 2 maart 1916 - 21 april 1916[1]
- Waarnemend Captain: 
  - 22 april 1916 - 18 november 1917[1]
- Captain: 19 november 1917[1]
- Titulair Major: 1 juli 1933[1]
- Major: 2 juni 1934[1]
- Titulair Lieutenant Colonel: 1 januari 1936[1]
- Lieutenant Colonel: 3 januari 1938[1]
- Colonel: 26 augustus 1939[1]
  - Anciënniteit: 1 januari 1939
- Waarnemend Brigadier general: 
  - 22 december 1939 - 21 juni 1940[1]
- Tijdelijk Brigadier general: 
  - 22 juni 1940 - 27 oktober 1941[1]
- Waarnemend Major General: 
  - 28 oktober 1940 - 27 oktober 1941[1]
- Tijdelijk Major General:
  - 28 oktober 1941 - 13 juli 1942[1]
  - 11 augustus 1942 - 2 april 1944[1]
- WS/Major General: 3 april 1944[1]
- Major General: 18 mei 1944[1]
  - Anciënniteit: 25 december 1943
- Waarnemend Lieutenant General:
  - 27 november 1941 - 13 juli 1942[1]
  - 19 november 1943 - 2 april 1944[1]
- Tijdelijk Lieutenant General: 
  - 3 april 1944 - 29 oktober 1945[1]
- Lieutenant General: 30 oktober 1945[1]
  - Anciënniteit: 21 december 1944
- General: 23 april 1947[1]
  - Anciënniteit: 5 oktober 1946 (uitdiensttreding 29 augustus 1951)

## Decoraties
- Ridder Grootkruis in de Orde van het Britse Rijk op 7 juni 1951 
  - Ridder Commandeur op 5 juli 1945
  - Commandeur op 11 juli 1940
- Ridder Commandeur in de Orde van het Bad op 12 juni 1947
  - Lid op 1 januari 1944
- Orde van Voorname Dienst (Verenigd Koninkrijk) op 25 augustus 1917
- Military Cross op 15 februari 1918
- Virtuti Militari
  - Vijfde Klasse op 15 mei 1942
- Commandeur in het Legioen van Eer
- Croix de guerre 1939-1945 in 1945
- Commandeur in de Orde van Oranje-Nassau in 1945
- Ridder in de Orde van Sint-Jan (Verenigd Koninkrijk) op 2 juli 1963
  - Commandeur op 2 augustus 1960
- Hij werd meerdere malen genoemd in de Dagorders. Dat gebeurde op:
  - 26 juli 1940
  - 30 juni 1942
  - 22 maart 1945
  - 9 augustus 1945